# 進学指導重点推進校
進学指導重点推進校（しんがくしどうじゅうてんすいしんこう）は、埼玉県教育委員会から指定された、大学進学指導の充実を図り東京大学をはじめとする難関大学進学実績向上に重点を置く公立学校。2007年度から県が始めた進学指導推進事業を発展させたもので、2010年度から2012年度までの間に県立浦和高校など11校が指定されていた。

## 指定校
- 埼玉県立浦和高等学校
- 埼玉県立浦和第一女子高等学校
- 埼玉県立浦和西高等学校
- 埼玉県立大宮高等学校
- 埼玉県立川越高等学校
- 埼玉県立川越女子高等学校
- 埼玉県立越谷北高等学校
- 埼玉県立不動岡高等学校
- 埼玉県立春日部高等学校
- 埼玉県立熊谷高等学校
- 埼玉県立熊谷女子高等学校